# Compsothespis australiensis
Compsothespis australiensis är en bönsyrseart som beskrevs av Wood-mason 1889. Compsothespis australiensis ingår i släktet Compsothespis och familjen Amorphoscelidae. Inga underarter finns listade i Catalogue of Life.